# Leucospis speifera
Leucospis speifera är en stekelart som beskrevs av Walker 1862. Leucospis speifera ingår i släktet Leucospis och familjen Leucospidae.
Artens utbredningsområde är:
- Colombia.
- Surinam.

Inga underarter finns listade i Catalogue of Life.